# Stephen Hillenburg
Stephen McDannell Hillenburg (Lawton, 21 de agosto de 1961 — San Marino, 26 de novembro de 2018) foi um animador, roteirista, cartunista e biólogo marinho americano, mais conhecido por ser o criador do desenho animado Bob Esponja Calça Quadrada, além de trabalhar com Joe Murray no desenho A vida moderna de Rocko, e com Arlene Klasky em Rugrats (Os anjinhos) como roteirista.

## Início
Nascido em Lawton, Oklahoma e criado em Anaheim, Califórnia, Hillenburg ficou fascinado com o oceano quando criança e desenvolveu um interesse em arte.

## Carreira
Ele iniciou sua carreira profissional em 1984, instruindo biologia marinha, no Orange County Marine Institute, onde escreveu The Intertidal Zone, uma revista em quadrinhos informativa sobre animais de poças de maré, que ele costumava educar seus alunos. Em 1989, dois anos depois de deixar o ensino, Hillenburg se matriculou no California Instiute of the arts para seguir uma carreira em animação. Mais tarde, ele recebeu um emprego na série de televisão animada Nickelodeon, Rock Life, Modern Life (1993-1996) e como roteirista nos Rugrats. Após seu sucesso com The Green Beret e Wormholes (ambos 1992), curtas-metragens que ele fazia enquanto estudava animação.
Em 1994, Hillenburg começou a desenvolver personagens e conceitos da Zona Intertidal para o que se tornou o Bob Esponja Calça Quadrada. O programa foi ao ar continuamente desde sua estreia em 1999. Ele também dirigiu o primeiro filme, Bob Esponja, O Filme (2004), que ele originalmente pretendia ser o final da série. No entanto, a Nickelodeon queria produzir mais episódios, então Hillenburg renunciou ao cargo de protagonista. Ele voltou a fazer curtas-metragens na Hollywood Blvd., EUA, em 2013, mas continuou a ser creditado como produtor executivo de Bob Esponja Calça Quadrada. Hillenburg co-escreveu a história para a segunda adaptação cinematográfica da série, Bob Esponja - Um Herói Fora D' Água, lançado em 2015.
Stephen foi um biólogo marinho que se interessou por esponjas do mar, como um suporte para ele criar o desenho. Stephen mudou a forma da esponja do mar para uma esponja de louças. E assim surgiu o personagem principal do desenho, com o tempo, surgiram outros. E "Spongebob Squarepants" tornou-se um sucesso, e posteriormente foi reconhecido como o desenho na Nickelodeon há mais tempo no ar. 

## Morte
Em março de 2017, Hillenburg foi diagnosticado com esclerose lateral amiotrófica. Morreu a 26 de novembro de 2018, aos 57 anos, devido a complicações desta doença neurodegenerativa, progressiva e rara.